# Snohomish
Snohomish az Amerikai Egyesült Államok északnyugati részén, Washington állam Snohomish megyéjében elhelyezkedő város. A 2010. évi népszámlálási adatok alapján 9098 lakosa van.
Cadyville-t Edson Cady alapította; a 49 lakosú település 1961 júliusában Snohomish megye székhelye lett. Miután a megye nyugati része Cadyville-be olvadt, az a Snohomish nevet vette fel. Snohomish 1890-ben kapott városi rangot. 1897-ben Everett lett a megyeszékhely.

## Éghajlat
| Hónap                         | Jan.  | Feb.  | Már.  | Ápr. | Máj. | Jún. | Júl. | Aug. | Szep. | Okt. | Nov.  | Dec.  | Év    |
| ----------------------------- | ----- | ----- | ----- | ---- | ---- | ---- | ---- | ---- | ----- | ---- | ----- | ----- | ----- |
| Rekord max. hőmérséklet (°C)  | 22,2  | 23,3  | 27,8  | 31,1 | 33,9 | 36,7 | 33,9 | 39,4 | 31,7  | 28,3 | 22,8  | 18,9  | 39,4  |
| Átlagos max. hőmérséklet (°C) | 8,9   | 10,6  | 12,8  | 15,6 | 18,3 | 21,1 | 23,9 | 23,9 | 21,1  | 16,1 | 11,1  | 7,8   | 16,0  |
| Átlagos min. hőmérséklet (°C) | 1,7   | 1,1   | 2,8   | 5,0  | 7,8  | 10,6 | 12,2 | 12,2 | 9,4   | 5,6  | 3,3   | 0,6   | 6,1   |
| Rekord min. hőmérséklet (°C)  | −18,0 | −18,0 | −12,2 | −5,0 | −3,9 | 2,2  | 2,8  | 3,3  | −0,6  | −5,6 | −18,0 | −18,0 | −18,0 |
| Átl. csapadékmennyiség (mm)   | 130   | 81    | 94    | 76   | 68   | 58   | 30   | 29   | 50    | 91   | 141   | 131   | 979   |
| Forrás: The Weather Channel   |       |       |       |      |      |      |      |      |       |      |       |       |       |

## Népesség
A 2010-es népszámláláskor a városnak 9098 lakója, 3645 háztartása és 2259 családja volt. A népsűrűség 997,6 fő/km2. A lakóegységek száma 3959, sűrűségük 434,1 db/km2. A lakosok 89%-a fehér, 0,5%-a afroamerikai, 1,1%-a indián, 2,1%-a ázsiai, 0,3%-a a Csendes-óceáni szigetekről származik, 3,6%-a egyéb, 3,5%-a pedig kettő vagy több etnikumú. A spanyol vagy latino származásúak aránya 8% (   )
A háztartások 34,8%-ában élt 18 évnél fiatalabb. 40,5% házas, 15,4% egyedülálló nő, 6,1% egyedülálló férfi, 38% pedig nem család. 30,2% egyedül élt; 9,8%-uk 65 éves vagy idősebb. Egy háztartásban átlagosan 2,41 személy élt; a családok átlagmérete 2,99 fő.
A medián életkor 37,8 év volt. A város lakóinak 24,3%-a 18 évesnél fiatalabb, 8,4% 18 és 24 év közötti, 27,7%-uk 25 és 44 év közötti, 27,9%-uk 45 és 64 év közötti, 11,7%-uk pedig 65 éves vagy idősebb. A lakosok 48,2%-a férfi, 51,8%-a pedig nő.

## Közigazgatás
A polgármestert és a képviselőtestület hét tagját négy évre választják. Az adminisztratív feladatok ellátásáért korábban városmenedzser felelt, azonban a pozíciót 2016-ban megszüntették.
2016-ban az önkormányzatnak 50 alkalmazottja volt, éves költségvetése pedig 22,7 millió dollár.

## Kultúra
Az 1913 óta megrendezett Kla Ha Ya Days évente 25 ezer látogatót vonz.
Snohomish volt a Porontyjárat és a Még egy lehetőség című filmek forgatási helyszíne. A Háborús játékok iskolai jeleneteit a Snohomish High Schoolban vették fel.

## Oktatás
A Snohomishi Tankerületnek a 2018–2019-es tanévben 10 095 diákja, 496 tanára és 344 egyéb alkalmazottja volt.
A város Carnegie könyvtára 1910-ben nyílt meg. A 2003-ban megnyílt közkönyvtár üzemeltetője a Sno-Isle Libraries.

## Közlekedés
A város közúton a US-2-n és a WA-9-en közelíthető meg.
Az Everett és Snohomish közötti villamosvonal 1921-ben szűnt meg. 2005-ben az egykori állomásra emlékeztető épületben látogatóközpont nyílt.

## Nevezetes személyek
- Adam Eaton, baseballozó[24]
- Bret Ingalls, amerikaifutball-edző[25]
- Brooke Whitney, jégkorongozó[26]
- Chris Reykdal, politikus[27]
- Chrissy Teigen, író, modell[28]
- Curt Marsh, amerikaifutball-játékos[29]
- David Eddings, író[30]
- Don Poier, sportkommentátor[31]
- Doug Roulstone, tengerésztiszt[32]
- E. F. Cady, Cadyville alapítója[5]
- Earl Averill, baseballozó[33]
- Earl Averill Jr., baseballozó[34]
- Earl Torgeson, politikus és baseballozó[35]
- Emory C. Ferguson, telepes[5]
- Fred W. Vetter Jr., a légierő dandártábornoka[36]
- Jeff Ogden, amerikaifutball-játékos[37]
- Jesper Myrfors, grafikus[38]
- Jim Ollom, baseballozó[39]
- John Patric, újságíró[40]
- Jon Brockman, kosárlabdázó[41]
- Josh Vanlandingham, kosárlabdázó[42]
- Karen Thorndike, az első amerikai nő, aki segítség nélkül körbehajózta a világot[43]
- Keith Gilbertson, amerikaifutball-játékos[44]
- Kevin Hamlin, autóversenyző[45]
- Kyle Bjornethun, labdarúgó[46]
- Larry Gunselman, autóversenyző[47]
- Lexi Bender, jégkorongozó[48]
- Roy Grover, baseballozó[49]
- Theodore Rinaldo, vallási vezető[50]
- Tom Cable, amerikaifutball-edző[51]
- Willis Tucker, újságíró[52]

## Fordítás
- Ez a szócikk részben vagy egészben  a   Snohomish, Washington című angol Wikipédia-szócikk ezen változatának fordításán alapul.  Az eredeti cikk szerkesztőit annak laptörténete sorolja fel. Ez a jelzés csupán a megfogalmazás eredetét és a szerzői jogokat jelzi, nem szolgál a cikkben szereplő információk forrásmegjelöléseként.